# Schaufelkäfer
|                      |                      |
| Abb. 3 Seitenansicht |                      |
| Abb. 1 Aufsicht      |                      |
|                      |                      |
| Abb. 2 Unterseite    | Abb. 4 Vorderansicht |

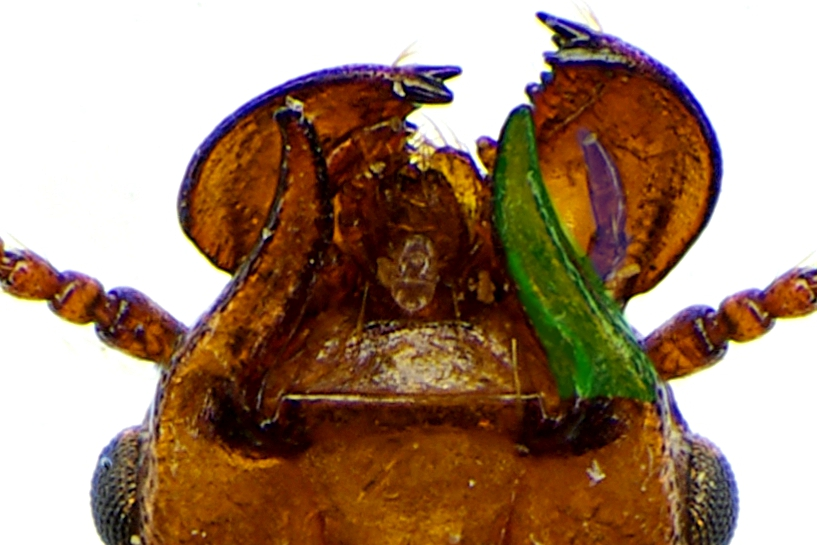
Abb. 5: Teilansicht der Kopfunterseite,
rechts teilweise koloriert
grün: Kopffortsatz, blau: Kiefertaster

Der Schaufelkäfer oder ausführlich Schaufelplattkäfer, auch Großzahn-Plattkäfer genannt, (Prostomis mandibularis) ist ein Käfer aus der kleinen Familie Prostomidae.
Die Gattung Prostomis umfasst weltweit 28 Arten, von denen nur Prostomis mandibularis in Europa anzutreffen ist.
In der Roten Liste gefährdeter Arten Deutschlands wird die Art unter der Kategorie 1 (vom Aussterben bedroht) geführt.

## Bemerkungen zum Namen
Der Name Plattkäfer wird für die Käfer der Familie Cucujidae verwendet, die gewöhnlich sehr flach sind und zu denen der Schaufelplattkäfer früher gerechnet wurde.
Die Art wurde erstmals 1801 von Fabricius unter dem Namen Trogosita mandibularis  beschrieben. Fabricius beginnt seine kurze Beschreibung mit Trogosita mandibulis porrectis... (lat. eine Trogosita mit ausgedehntem Oberkiefern ...). Der Artname mandibularis besagt, dass der Bau der beiden Oberkiefer (Mandibeln) Besonderheiten zeigt, die den Käfer gegenüber anderen auszeichnen. Bei diesem Käfer sind die Mandibeln weit nach vorn gestreckt und gewölbt verbreitert, was dem Tier den deutschen Namensteil Schaufel- eingetragen hat. Der Namensteil Großzahn- kann auf eine weitere Besonderheit des Körperbaus zurückgeführt werden. Die Wangen sind vorn beiderseits des Kinns zu einem stoßzahnähnlichen Auswuchs verlängert, der sich geschwungen unter die Oberkiefer erstreckt (Abb. 5 rechts grün getönt).
Die außergewöhnliche Größe der Oberkiefer zusammen mit weiteren Eigenschaften veranlasste Latreille 1829, die Arten mit dieser Eigenschaft aus der Gattung Trogosita herauszunehmen und in die neue Gattung Prostomis zu stellen. Heute wird die Gattung einer eigenen Familie Prostomidae zugeordnet.  Der Gattungsname Prostomis ist von altgr.  πρó „pro“ für „nach vorn“  und στόμα  „stoma“ für „Mund“ abgeleitet und sagt aus, dass die Oberkiefer nach vorn ragen.

## Körperbau des Käfers
Der platte Käfer hat etwa parallele Seiten, die sich nach hinten nur langsam nähern. Er ist einfarbig glänzend gelbbraun und wird fünf bis sechs Millimeter lang.
Der in Richtung der Körperachse vorgestreckte Kopf ist flach und ohne die Oberkiefer breiter als lang, auch breiter als der restliche Körper. Auf dem Scheitel ist er quer gefurcht. Er ist fein und spärlich punktiert. Die Oberkiefer sind dichter punktiert und etwas länger als der Kopf. Sie liegen neben einander und ergänzen sich zu einer ovalen Schale. Entlang der geraden Innenkante sind sie sägeartig gezähnelt. Die Oberlippe ist klein und vorn abgerundet. Die Kiefertaster (Abb. 5 rechts blau getönt) sind vier- die Lippentaster dreigliedrig. Ihr Endglied ist länglich zugespitzt, die Spitze abgestutzt. Die kleinen Augen sind hervorstehend. Die elfgliedrigen Fühler sind gestreckt und behaart und enden in einer schwach ausgebildeten dreigliedrigen Keule. Sie erreichen den Hinterrand des Halsschildes nicht. Die monströsen ventralen Kopffortsätze sind wie eine Lyra geschwungen (Abb. 5 rechts grün getönt). Signifikante Geschlechtsunterschiede sind nicht festzustellen, die biologische Bedeutung der Fortsätze ist unbekannt.
Der rotbraune Halsschild ist annähernd quadratisch, seine Seiten sind nicht gekantet. Er trägt eine nur schwach ausgebildete Mittelfurche. Die Punktierung entspricht der des Kopfes.
Die Flügeldecken sind kahl und tragen Punktreihen. Sie sind an der Basis etwas breiter als der Halsschild und werden nach hinten allmählich schmaler. An der Schulter entspringt eine nach hinten auslaufende Humeralfalte.
Die Beine sind seitlich orientiert, Vorder- und Mittelhüften sind weit getrennt. Die Tarsen sind alle viergliedrig.

## Lebensweise
Die Art ist ein Urwaldrelikt. Sie entwickelt sich in rotfaulem Holz, hauptsächlich von Eichen und anderen Laubhölzern, seltener in Nadelhölzern im Stammbereich oder in Stubben. Die Käfer halten sich häufig zwischen pilzinfizierten Jahresringen auf. Sie sind in urständigen Wäldern oder deren Überresten zu finden.

## Verbreitung
Die Art ist paläarktisch und nearktisch verbreitet.